# Halo at 四畳半
Halo at 四畳半（ハロアットヨジョウハン）は、日本のロックバンドである。略称は「ハロ」。2018年秋に日本コロムビア・TRIADよりメジャーデビュー。2021年6月より無期限の活動休止期間に入っていたが、2025年6月28日に開催されるライブより活動を再開する。

## 来歴
2009年
- 1月
  - 渡井(Vo.)と白井(Ba.)が高校時代、同級生と共に前身バンドを結成。

2010年
- 6月
  - 「有色彩フィルター#01」を、志津SoundStreamにて開催。

2012年
- 2月
  - 「有色彩フィルター#02」を、志津SoundStreamにて開催。

- 4月
  - 無料レンタルSingle「水槽/忰日」をTSUTAYA都賀店にてレンタル開始。

- 6月
  - その後、同じ高校の後輩であった齋木(Gt.)と、近くの高校に通い、同じスタジオで出会った一つ年上の片山(Drum.)が加入し、現在のHalo at 四畳半が結成される。バンド名は、想像の域を遥かに超えた"Halo(=銀河の外側を取り巻く球場の領域)"と生々しさや現実を象徴する"四畳半"という２つの存在の間に位置するバンドであることを示している。というのが由来。

- 10月
  - 1stDemoSingle『アメイジア』、1stDemoAlbum『愛した映画のワンシーン』を10月28日にライブ会場限定にて同時リリース。

- 11月
  - 齋木(Gt.)の受験の為、一時活動休止。

2013年
- 3月
  - グッドモーニングアメリカ企画V.A『あっ、良い音楽ここにあります。その参』に参加。
    - 『愛した映画のワンシーン』に収録の【瓦礫の海に祈りを捧ぐ】にて9曲目を務める。

- 4月
  - 齋木の受験終了と共に、活動を再開。
  - 渋谷O-Crestにて活動再開企画「この国を逃げ出す支度を始めなくちゃ」を開催。

- 6月
  - 8日、志津SoundStream×月がさ×Halo at四畳半共同マンスリーイベント「回帰する。」を開催。
  - 30日、グッドモーニングアメリカ企画フェス「あっ、良いライブここにあります。2013」東京編(パッションステージ)に出演。
  - 枚数限定の無料Single「水槽(再録)」を会場限定で配布。(同月24日から配布スタート、その後約2か月で配布終了)

- 8月
  - Halo at 四畳半×渋谷eggman企画「Halo at eggman」を開催。

- 11月
  - ghostnote×CHERRYNADE169×Halo at 四畳半カップリングツアー「4つの点を線にして」を4日間に渡り開催。

- 12月

- - 14日、志津SoundStream×月がさ×Halo at四畳半共同イベント「回帰する。」のツアーファイナルを行う。
  - 15日、渋谷O-Crestの10周年記念イベント「10周年SpecialWeek!!～雪月風火～」に出演。GOOD ON THE REEL、真空ホロウのO.Aを務める。チケットソールドアウト。
  - 31日、年末のイベントに多数出演する中、東京のホームとなる渋谷O-Crestの「CrestYearEndParty2013」、また第一のホーム、Sound Stream sakuraの年越ライブ2013-2014へも出演。

2014年
- 2月
  - 20日、渋谷O-Crestにて、白井が企画を務めるイベント「しーらいナイトvol.6」を開催。

- 7月
  - 5日、初開催から7年目を迎える大阪のサーキットイベント「見放題2014」に出演。初参加、入場規制。
  - 27日、渋谷O-Crestの店長室清登主催の夏フェス「MURO FESTIVAL2014」に初出演。

- 8月
  - 13日、渋谷O-Crestにて「奇跡/シャロン」レコ発企画「祈りの街にて」を開催(w/ircle/QLTONE/SHE'S/(O.A)KAKASHI)。チケットソールドアウト。
  - 9月の頭にかけて、「SAVE OUR SATELLITE」と名付けリリースツアーに出る。

- 9月
  - 10日、渋谷O-EASTにて開催、Halo at 四畳半、Nina lovegood、ハチミツシンドロームとeggmanスタッフによるイベント「ぼくらのウォーゲーム」にて、「奇跡/シャロン」リリースツアーファイナルを迎える。大注目中の若手バンドや、ゲストにDIRTY OLD MEN、sumika、テスラは泣かない。、Brain the Sunを招き、総勢15組2ステージ制にて開催。

- 10月
  - 12日、金沢のライブハウスサーキットイベント「DYVING ROCK 2014inKANAZAWA」に出演。
  - 29日、個人イベンター3azzy主催TSUTAYA O-Crestにて開催のイベント「アナーキーインザ３Ｋ vol.16景～水曜ウシでしょう」に出演。

- 11月
  - 1日、桜美林大学の学園祭ライブに出演。
  - 9日、2013年にも行ったghostnote×CHERRYNADE169×Halo at 四畳半カップリングツアー「4つの点を線にして」を再び開催。
  - 30日、Sound Stream sakuraの14周年のイベントと「SAVE OUR SATELLITE」裏ファイナルをかけて企画した「佐倉に咲くLOVE」を開催。千葉を中心に活動するバンド、アーティスト8組を招き行われる。

- 12月
  - 31日、TSUTAYA O-CrestのYear End Patty2014、Sound Stream sakuraの年越しライブ2014-2015に出演。

2015年
- 1月
  - 某日、白井が急性重症膵炎で突然の入院。
  - 10日、大阪を拠点に活動するバンド、ソウルフード、Liaroid Cinema、Synchronized doorの共同企画「SORASI TOUR～東京にて～」に渡井単独出演。
  - 某日、白井退院。

- 2月
  - 21日、「MUSIC MONSTERS 2015 winter」出演。入場規制。

- 3月
  - 7日、東京新宿歌舞伎町周辺サーキットイベント「mihoudai.tokyo'15」に出演。入場規制。
  - 14日、福岡天神地区サーキットイベント「TENJIN ONTAQ」出演。

- 4月
  - 4日、東京高円寺周辺サーキットイベント「BOYS ON DREAM～一生青春～」出演。入場規制。

- 5月
  - 4日、新潟で行われたサーキットイベントNiigata Rainbow ROCK Marketに出演。
  - 16日、東京渋谷TSUTAYA O-CrestにてHalo at 四畳半企画「ARK"WANDER LIGHTS-001」を開催(w/Half-Life/QOOLAND/CHERRY NADE 169）。

- 6月
  - 13日、群馬音楽センターと高崎clubFLEEZにて開催の「大ナナイトVol.100」に出演。
  - 24日、Halo at 四畳半/TSUTAYA rental selectionレンタル開始。

- 7月
  - 4日、アメ村周辺ライブハウスサーキットイベント「見放題2015」に出演。入場規制。
  - 8日、全国流通盤1stMiniAlbum「APOGEE」、SPACE SHOWER MUSICよりリリース。
    - 販売記念を祝してアコースティックライブ＆サイン会を開催。タワーレコード津田沼店・渋谷店・梅田NU茶屋店にて行われた。

  - 26日、東京晴海客船ターミナル特設ステージ「MURO FESTIVAL2015」に出演。

- 8月
  - 「APOGEE」発売に伴い、千葉、名古屋、大阪、群馬、仙台にてリリースツアー”よだかの星の掬い方”を開催（w/ircle/LAMP IN TERREN/Ivy to Fraudulent Game/WOMCADOLE/the unknown forecast/QOOLAND/ジョゼ)。
  - 22日、東京渋谷ライブハウス6会場サーキットイベント「MUSIC MONSTERS 2015 summer」に出演。

- 9月
  - 19日、「APOGEE」Release TOUR FINALを渋谷TSUTAYA O-Crestにて開催(w/SHE'S)。チケットソールドアウト。
  - 21日、名古屋ライブハウス5会場サーキットイベント、FREEDOM NAGOYAと見放題EXTRA SHOWのコラボ企画「フリ放題-2015-」に出演。
  - 22日、新木場STUDIO　COASTにて行われた「列伝15周年記念公演　特別編”大大大宴会”～東の宴～」に出演。

- 10月
  - 10日、金沢ライブハウス5会場サーキットイベント「DIVING ROCK 2015 in KANAZAWA」に出演。
  - 11日、大阪ミナミ周辺ライブハウスサーキットイベント「MINAMI WHEEL 2015」に出演。
  - 17日、渋谷周辺ライブハウス4会場サーキットイベント「ETERNAL ROCK CITY2015」に出演。
  - 31日、東京高円寺周遊フェス「BOYS ON DREAM～一生青春！！～」に出演。

- 11月
  - 3日、Ivy to Fraudulent Game との共同企画ツアーIvy to Fraudulent Gamepresents「揺れる」TOUR×Halo at 四畳半”よだかの星の掬い方”番外編”アンドロメダを捜して”を開催。

- 12月
  - 31日、前代未聞の4つの年末イベントに出演。
    - お台場Zeep Diver City「GT2016」
    - Sound Stream sakura「スペシャルナイトカーニバル！2015-2016」
    - 渋谷TAKEOFF 7「LIVE DI:GA JUDGEMENT2015」
    - 渋谷TSUTAYA O-Crest「YearEndParty2015」。カウントダウン後の大トリを務める。

2016年
- 1月
  - 9日、バカリズムとマギーがメインMCを務める日本テレビの番組「バズリズム」の”これはバズるぞ2016”の15位に入選。

- 2月
  - 27日、渋谷周辺ライブハウス5会場サーキットイベント「MUSIC MONSTERS-2016 winter-」に出演。

- 3月
  - 9日、全国流通盤2ndMiniAlbum「innocentpia」発売。
    - 販売を祝してアコースティックライブ＆サイン会”まぼろしの国の作り方 番外編 Acoustic Session”を津田沼・梅田・新宿のタワーレコードにて開催。

  - 「innocentpia」発売に伴い、群馬、新潟、千葉、仙台、大阪、名古屋にてリリースツアー”まぼろしの国の作り方”を開催(w/ircle/the quiet room/Amelie/SHE'S/Ivy to Fraudulent Game/PELICA FANCLUB/Bentham/ドラマチックアラスカ)
  - 12日、福岡天神地区サーキットイベント「福岡TENJIN ONTAQ2016」に出演。
  - 19日、広島周辺ライブハウスサーキットイベント「MUSIC CUBE 16」に出演。
  - 20日、高松市内ライブハウスサーキットイベント「SANUKI ROCK COLOSSEUM2016」に出演。

- 4月
  - 16日、金沢5会場サーキットフェス「百万石見放題」出演。

- 5月
  - 1日、LACCO TOWER主催イベント「I ROCKS 2016[盟友編]」に出演。
  - 4日、「NIIGATA RAINBOW ROCK 2016」に出演。
  - 14日、渋谷WWWにて「innocentpia」Release TOUR FINAL、初のワンマンライヴ”innocence：here”開催。チケット即日ソールドアウト、大成功に収める。

- 6月
  - 4日、金沢「百万石音楽祭」に出演。
  - 5日、名古屋ライブハウスサーキットイベント「SAKAE SP-RING」に出演。入場規制。
  - 26日、神戸ライブハウス９会場にてアルカラ主催イベント「ネコフェス2016」に出演。

- 7月
  - 2日、大阪ミナミサーキットイベント「見放題2016」に出演。入場規制。
  - 4日、「NIIGATA RAINBOW ROCK 2016」に出演。
  - 27日、福岡CB編グッドモーニングアメリカ主催「あっ、良いライブ平日にあります。夏巡業2016」に参加。
  - 28日、大分Bitts HALL編、グッドモーニングアメリカ主催「あっ、良いライブ平日にあります。夏巡業2016」に参加。
  - 31日、新木場STUDIO COASTにて行われた「MURO FESTIVAL 2016」に出演。

- 8月　
  - 4日、心斎橋CLUB JANUSにて行われたFM802主催イベント「GLICO LIVE "NEXT"」に出演。
  - 7日、国営ひたち海浜公園にて開催「ROCK IN JAPAN FESTIVAL 2016」WING TENTに出演
  - 11日、Sound Stream sakuraにて自主企画イベント「佐倉に咲くLOVE 2016」を開催。チケット即日完売。
  - 28日、泉大津フェニックスにて開催「RUSH BALL 2016」に出演。

2021年
- 1月
  - 13日、公式HPにて、5/9(日)TSUTAYA O-EASTにて開催されるワンマンライブ「Good night,Good youth.」をもって無期限の活動休止に入ることを発表。解散ではなく活動休止という選択を取ったのは、「Halo at 四畳半という生き物を殺さない為」であり、渡井は「音楽家を生業として生きるということに対して、それぞれがいち人間として向き合って考えていく中で出した最善の選択が同じ方向を向けていなかった」と述べている。具体的な活動再開の時期、及び今後の活動再開の可能性はいずれも明らかではない。
  - 29日、プロデューサーとしてandropの内澤崇仁を迎えた楽曲、「snowdome」配信。

- 4月
  - 16日、活動休止前ラストソング、「星巡りのうた」配信。
  - 28日、新型コロナウィルスの感染拡大に伴う緊急事態宣言を受け、「Good night,Good youth.」の延期を発表。

- 6月
  - 8日、「Good night,Good youth.」開催。バンドは活動休止に入る。

- 7月
  - 6日、この日より後述の「Halo at 四畳半『Live & Documentary～Good night,Good youth.～』」放送に向け、Halo at 四畳半と親交のあったアーティストが選ぶプレイリストが公開され、併せてアーティストコメントも公開された。同プロジェクトに参加したアーティストは、公開順に、アルカラ、内澤崇仁(androp)、Ivy to Fraudulent Game、GOOD ON THE REEL、SHE'S、GO TO THE BEDS、佐藤赳(kobore)、サイダーガール、火寺バジル(魔法少女になり隊)、WOMCADOLE、mol-74、PELICAN FANCLUB、Saucy Dog、ユアネス、KAKASHI、竹縄航太(HOWL BE QUIET)、金廣真悟(グッドモーニングアメリカ)、LACCO TOWER、ircle、である。
  - 25日、スペースシャワーTVにて、「Good night,Good youth.」の模様と前夜からの密着映像を織り込んだドキュメンタリー特番、「Halo at 四畳半『Live & Documentary～Good night,Good youth.～』」が放送。

- 8月
  - 7日、スペシャオンデマンドにて、「Good night,Good youth.」の映像に、当日のメンバーの楽屋風景やドキュメンタリー映像が加えられた「Documentary of Halo at 四畳半『Re：birthday』」が同年9月6日まで配信された。

2025年
- 2月11日、約4年ぶりに活動再開することを発表。
- 6月28日、WWW Xにてワンマンライブ「innocence：there」を開催予定。

## メンバー
- 渡井 翔汰（わたいしょうた、1993年3月25日生まれ - ） - ボーカル、ギター、血液型不明。

- - 千葉県立佐倉高等学校、ミューズ音楽院ミキシングクリエイター科卒業。
  - 作詞作曲を務める。
  - ステージ衣装は白い服に黒いパンツスタイルが多かったが、バンド活動休止の数年前からはセットアップを着用していた。
- 齋木孝平（さいきこうへい、1993年8月21日生まれ - ） - ギター、コーラス、血液型O型
  - 千葉県立佐倉高等学校を卒業後、早稲田大学商学部へ進学。
  - 渡井と共に作曲を務める。
  - ライブでは黒のジャケットを着用する。
- 白井將人（しらいまさと、1992年11月14日生まれ - ） - ベース、血液型B型
  - 千葉県立佐倉高等学校を経て、千葉大学法経学部経済学科卒業。
  - アシンメトリーなヘアスタイルが特徴。白黒の衣装で、裸足でステージに立ち、ステージドリンクはコーラ。ライブではMCも務めている。
  - 元SKE48メンバーの松井玲奈のファンである。
  - 2021年5月より、アイドルグループ "may in film" のプロデュースを務めている。
- 片山僚（かたやまりょう、1991年12月1日生まれ - ） - ドラム、コーラス、血液型O型
  - 千葉県立佐倉東高等学校、日本工学院ミュージックアーティスト科卒業。
  - ライブでは短パンにＴシャツというラフな格好が多い。

2025年
- 2月11日、バンドの活動再開を発表

## ディスコグラフィ

### 配信シングル
|     | 発売日         | タイトル     | 収録アルバム | 備考                                             |
| --- | -------------- | ------------ | ------------ | ------------------------------------------------ |
| 1st | 2019年10月10日 | ナラク       | ANATOMIES    |                                                  |
| 2nd | 2019年10月27日 | 花飾りのうた | ANATOMIES    |                                                  |
| 3rd | 2021年1月29日  | snowdome     |              | プロデューサーとして、andropの内澤崇仁を迎えた。 |
| 4th | 2021年4月16日  | 星巡りのうた |              | 活動休止前ラストソングとして配信された。         |

## タイアップ
| 曲名             | 収録作品    | タイアップ                                                |
| ---------------- | ----------- | --------------------------------------------------------- |
| 春が終わる前に   | innocentpia | 関西テレビ「ミュージャック」2016年4月度エンディングテーマ |
| 悲しみもいつかは | swanflight  | BSテレ東系ドラマ「江戸前の旬」主題歌                      |
| ナラク           | ANATOMIES   | アニメ「ラディアン」第2シリーズオープニングテーマ         |
| 花飾りのうた     | ANATOMIES   | BSテレ東系ドラマ「江戸前の旬season2」主題歌               |

## ミュージックビデオ
| 監督           | 曲名                         | 収録作品          |
| -------------- | ---------------------------- | ----------------- |
| 木村和亮       | 「イノセント・プレイ」       | ANATOMIES         |
| 番場秀一       | 「悲しみもいつかは」         | swanflight        |
| フカツマサカズ | 「ステラ・ノヴァ」           | Animaplot         |
| フカツマサカズ | 「ヒューズ」                 | swanflight        |
| 福居英晃       | 「モールス」                 | 万有信号の法則-EP |
| 脇坂侑希       | 「リバース・デイ」           | APOGEE            |
| 脇坂侑希       | 「春が終わる前に」           | innocentpia       |
| 脇坂侑希       | 「ユーフォリア」             | Animaplot         |
| 脇坂侑希       | 「リビングデッド・スイマー」 | from NOVEL LAND   |
| 脇坂侑希       | 「ナラク」                   | ANATOMIES         |
| 脇坂侑希       | 「蘇生」                     | ANATOMIES         |